# 1008
Anul 1008 (MVIII) a fost un an obișnuit al calendarului iulian.

## Evenimente

### Europa

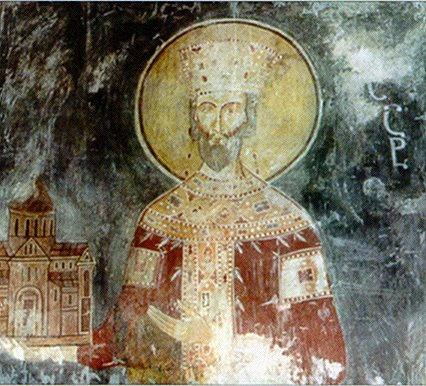
Bagrat III al Georgiei

- Bagrat al III-lea adaugă mai multe pământuri tărâmului său și devine primul conducător al Regatului Georgiei (până în 1014).
- Bătălia de la Herdaler: Olaf Haraldsson navighează spre coasta de sud a Finlandei pentru a jefui, unde el și oamenii săi sunt ambuscadați și învinși în pădure.
- Bruno de Querfurt, un episcop misionar, și 18 însoțitori își propun misiunea de a răspândi creștinismul printre prusieni.
- Cea mai veche mențiune cunoscută făcută orașului Gundelfingen (sudul Germaniei).
- Olaf Haraldsson, viitor rege al Norvegiei, face incursiuni în Marea Baltică. El debarcă pe insula Saaremaa din Estonia, câștigă o bătălie acolo și îi obligă pe locuitori să plătească tribut.
- Olof Skötkonung, rege al Suediei, este botezat în Husaby (Västergötland) de misionarul Sigfrid și face donații generoase pe loc.
- Regele Æthelred al II-lea (cel Nepregătit) comandă construirea unei noi flote de nave de război, organizate la scară națională. Este o întreprindere uriașă, dar este finalizată în anul următor.

### Asia
- Califul Al-Hakim bi-Amr Allah trimite o misiune tributară către împăratul Zhen Zong din dinastia Song, pentru a restabili relațiile comerciale dintre califatul fatimid și China.

## Nașteri

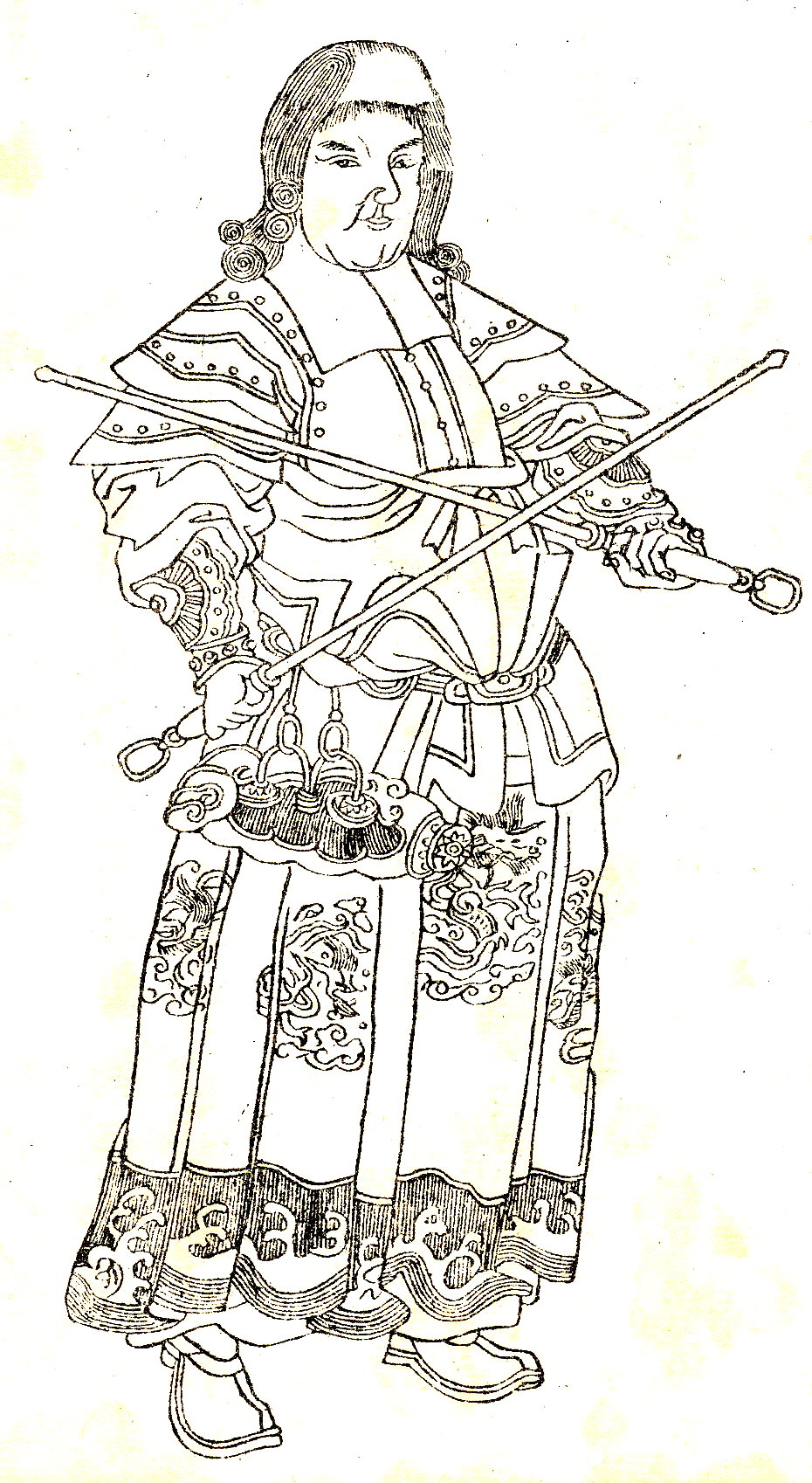
Di Qing, general chinez

- 4 mai: Henric I, viitor rege al Franței (d. 1060)
- 12 octombrie: Go-Ichijō, împărat al Japoniei (d. 1036)
- Al-Mu'izz ibn Badis, conducător zirid al Ifriqiya (d. 1062)
- Anselm din Liège, cronicar și istoric francez (d. ?)
- Di Qing, general al dinastiei Song (d. 1057)
- Gothelo II (Gozelo), duce al Lorenei de Jos (d. 1046)
- Sugawara no Takasue, scriitor japonez (d. ?)
- Wulfstan, episcop de Worcester (d. ?)

## Decese
- 17 martie: Kazan, împăratul Japoniei (n. 968)
- 7 aprilie: Ludolf (Liudolf), arhiepiscop de Trier (n. ?)
- 10 aprilie: Notker din Liège, episcop francez (n. 940)
- 25 mai: Matilda de Saxonia, contesă de Flandra (n. ?)
- 6 octombrie: Menendo González, nobil galician (n. ?)
- 20 noiembrie: Geoffrey I, duce de Bretania (n. 980)
- Abd al-Malik al-Muzaffar, oficial al instanței andaluze (n. ?)
- Clothna mac Aenghusa, poet irlandez (n. ?)
- Gunnlaugr Ormstunga, poet islandez (n. ?)
- George II (Magistros), rege al Iberiei-Kartli (Georgia), (n. ?)
- Ibn Zur'a, medic și filosof abbasid (n. 943)
- Madudan mac Gadhra Mór, regele al Síol Anmchadha (n. ?)
- Poppo, episcop misionar polonez (n. ?)
- Raymond III, nobil francez (n. ?)
- Rotbold I (Rotbaud), nobil francez (n. ?)
- Sarolt, Marea Prințesă a Ungariei (n. 950)